# Los faroles
Los faroles es una revista musical, denominada por sus autores como «Fantasía cómico-lírica», en un acto, dividido en cinco cuadros. Con libreto de Enrique Paradas y Joaquín Jiménez y música de Jacinto Guerrero. Se estrenó en el Teatro Martín de Madrid, la noche del 17 de marzo de 1928.

El libreto es un exponente del género fantástico dentro de la revista, con una trama que roza la ciencia ficción, es bien aprovechado para presentar situaciones de equívocos y enredos, donde los autores demuestran todo su ingenio.
La música corre a cargo del maestro Jacinto Guerrero, el cual en esos años, se había ido consolidado no solo como uno de los grandes compositores dentro de la zarzuela, sino también como uno de los grandes de la revista. Creando en esta obra piezas ligeras, con melodías pegadizas y bailables muy del gusto del momento.

## Argumento
La acción se traslada al cielo, en la época del estreno (1928).
Antón Martín es un pobre hombre que ha sido catapultado a las nubes, debido a que se ha presentado voluntario a la prueba de un invento volador para poder subir a los cielos. Allí se encuentra con un amigo suyo, Calixto, un infeliz vendedor de paraguas, el cual ha llegado allí gracias a un pequeño huracán que se ha levantado en la Gran Vía.
Recalan en el planeta imaginario de Sobonia, donde se enteran de que los hombres se casan con dos mujeres y que en la noche de bodas, deben de apagar los dos faroles una vez consumado el matrimonio, pero que cada vez que la luna cambia quedan en estado de no poder servir para ello. Allí cometen el error de seducir a las esposas de un ventero, el cual no ha consumado su matrimonio, siendo detenidos y llevados presos al palacio.
Una vez allí, encantan a todas las mujeres y estas se rebelan contra el príncipe del planeta, declarando la guerra. Tras varias batallas, las mujeres se proclaman vencedoras y acaba la obra con la futura felicidad de todos los personajes.

## Números musicales
- Acto único[2]

- - Preludio (orquesta)
  - Mutación (orquesta)
  - Coro y baile de los gitanos: «Camerana, camerana»
  - Terceto-serenata: «Ori-orillita de tu ventana»
  - Baile del sobón: «En Sobonia es la afición»
  - Tango de las Celadoras: «Yo no quiero un hombre rico»
  - Pasodoble: «Las mujeres estamos aquí»
  - Chotis de los Faroles: «Vengan faroles a mí»
  - Final y desfile de la compañía: «Mujeres sobonianas».

## Personajes principales
- Antón Martín, sujeto del experimento y viajero
- Calixto, infeliz vendedor de paraguas y viajero
- Rosendo, posadero y habitante de Sobonia
- Floralia, primera esposa de Rosendo
- Florinda, segunda esposa de Rosendo
- Celadora, carcelera del palacio.